# Струги (присілок)
Струги (рос. Струги) — присілок Бокситогорського району Ленінградської області Росії. Входить до складу Анісімовського сільського поселення.
Населення — 20 осіб (2007 рік). 